# Vasili Dmitrievici Donskoi
Vasili Dmitrievici Donskoi (în rusă Василий I Дмитриевич; n. 30 decembrie 1371, Moscova, Cnezatul Moscovei – d. 27 februarie 1425, Moscova, Cnezatul Moscovei) a fost Mare Cneaz al Moscovei începând din 1389. A fost fiul lui Dmitri Ivanovici Donskoi, învingătorul tătarilor în bătălia de pe câmpia Kulikovo. Mama lui a fost Marea Cneaghină Eudoxia.
În 1386 a căzut ostatic la tătari, dar a reușit să fugă din captivitate și s-a refugiat în „Marea Valahie, la Petru Voievod” (Cronica rusească) (în Moldova, la Petru Mușat). Tătarii l-au cerut înapoi, dar voievodul român a refuzat. Trei ani mai târziu, Vasili Dmitrievici Donskoi l-a urmat la domnie pe tatăl său, Dmitri Donskoi.

## Politica internă
Vasili I a continuat procesul de unificare a ținuturilor rusești: în 1392, el a anexat cnezatele Nijni Novgorod și Murom, iar în 1397 - 1398 - Kaluga, Vologda, Veliki Ustyug și pământurile poporului Komi. 
În timpul domniei sale domeniile feudale s-au mărit. Odată cu creșterea autorității princiare de la Moscova, puterile feudale și judiciare au fost parțial diminuate și transferate lui Vasili. 

## Politica externă
Pentru a preveni ca Rusia să fie atacată de Hoarda de Aur, Vasili I a încheiat o alianță cu Marele Ducat al Lituaniei, în 1392  căsătorindu-se cu Sofia de Lituania, singura fiică a lui Vytautas cel Mare. Aceasta alianță s-a dovedit a fi una fragilă, din moment ce Vytautas a atacat și a cucerit mai târziu Viazma și Smolensk, în anii 1403 - 1404.

## Căsătoria și copiii

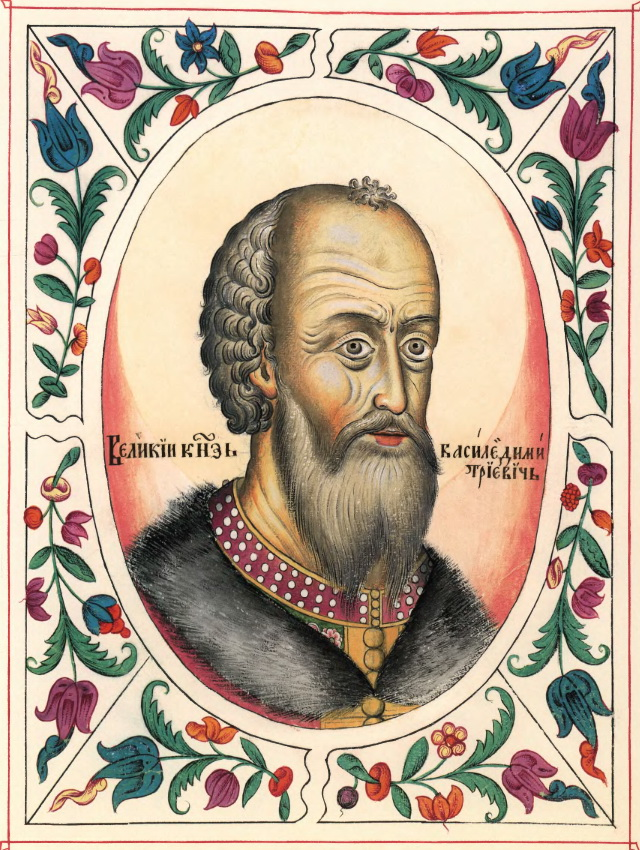
Vasili Dmitrievici Donskoi

Vasili s-a căsătorit cu Sofia de Lituania. Ea era fiica lui Vytautas cel Mare și al soției sale, Anna. 
Vasili și Sofia au avut nouă copii cunoscuți: 
- Anna de Moscova (1393 - august 1417), soția împăratului bizantin Ioan al VIII-lea Paleologul
- Iuri Vasilievici (30 martie 1395 - 30 noiembrie 1400)
- Ivan Vasilievici (15 ianuarie 1396 - 20 iulie 1417), căsătorit cu o fiică a lui Ivan Vladimirovici de Pronsk.
- Anastasia Vasilievna (d. 1470), soția lui Alexandru Vladimir, Cneaz al Kievului. Soțul ei era un fiu al lui Vladimir, Cneaz al Kievului. Bunicii paterni au fost Algirdas și Maria de Vitebsk.
- Daniil Vasilievici (6 decembrie 1400 - mai 1402).
- Vasilisa Vasilievna. Căsătorită prima dată cu Alexandru Ivanovici, Cneaz de Suzdal, iar a doua oară cu vărul ei primar Alexandru Daniilovici, Cneaz de Suzdal.
- Simeon Vasilievici (13 ianuarie - 7 April 1405)
- Maria Vasilievna. Căsătorită cu Iuri Patrikievici. Soțul ei a fost un fiu al lui Patrikej, Cneaz de Starodub și al soției sale, Elena. Bunicul patern a fost Narimantas. Prin această căsătorie, Iuri Patrikievici și-a consolidat locul său printre marii boieri din Moscova.
- Vasili al II-lea al Moscovei (10 martie 1415 - 27 martie 1462)